# JDownloader
JDownloader è un gestore di download open source, freeware e multipiattaforma scritto in linguaggio di programmazione Java.

## Caratteristiche e funzioni
Esso dispone di numerose funzioni utili in particolare per chi utilizza siti di file hosting, come l'auto-estrazione di archivi compressi, l'unione di file divisi in più parti, il riconoscimento immediato di URL riconducibili a download, la possibilità di definire un limite massimo per la velocità di download e il riconoscimento di codici captcha.
Supporta inoltre l'uso di account premium per tutti i siti di file hosting (come, tra i più famosi, Rapidshare), ma può anche scaricare video da YouTube e molti altri siti. JDownloader offre anche la possibilità di cambiare l'indirizzo IP creando uno script di riconnessione.